# Fobiri
Fobiri är en ort i Burkina Faso.   Den ligger i regionen Boucle du Mouhoun, i den västra delen av landet, 220 km väster om huvudstaden Ouagadougou. Fobiri ligger 337 meter över havet och antalet invånare är 1 690.
Terrängen runt Fobiri är platt. Närmaste större samhälle är Yaho, 12,9 km sydväst om Fobiri.
Omgivningarna runt Fobiri är en mosaik av jordbruksmark och naturlig växtlighet. Runt Fobiri är det ganska glesbefolkat, med 40 invånare per kvadratkilometer.